# Jeffrey Klepacki
Jeffrey Gerard Klepacki –conocido como Jeff Klepacki– (Kearny, 17 de diciembre de 1968) es un deportista estadounidense que compitió en remo.
Ganó seis medallas en el Campeonato Mundial de Remo entre los años 1993 y 2003.
Participó en tres Juegos Olímpicos de Verano, entre los años 1992 y 2000, ocupando el cuarto lugar en Barcelona 1992 y el quinto en Sídney 2000, en la prueba de ocho con timonel.

## Palmarés internacional
| Campeonato Mundial | Campeonato Mundial            | Campeonato Mundial | Campeonato Mundial |
| Año                | Lugar                         | Medalla            | Prueba             |
| ------------------ | ----------------------------- | ------------------ | ------------------ |
| 1993               | Račice (República Checa)      | Medalla de bronce  | Cuatro sin timonel |
| 1994               | Indianápolis (Estados Unidos) | Medalla de oro     | Ocho con timonel   |
| 1995               | Tampere (Finlandia)           | Medalla de bronce  | Ocho con timonel   |
| 1998               | Colonia (Alemania)            | Medalla de oro     | Ocho con timonel   |
| 1999               | St. Catharines (Canadá)       | Medalla de oro     | Ocho con timonel   |
| 2003               | Milán (Italia)                | Medalla de plata   | Ocho con timonel   |